# Mariángel Ruiz

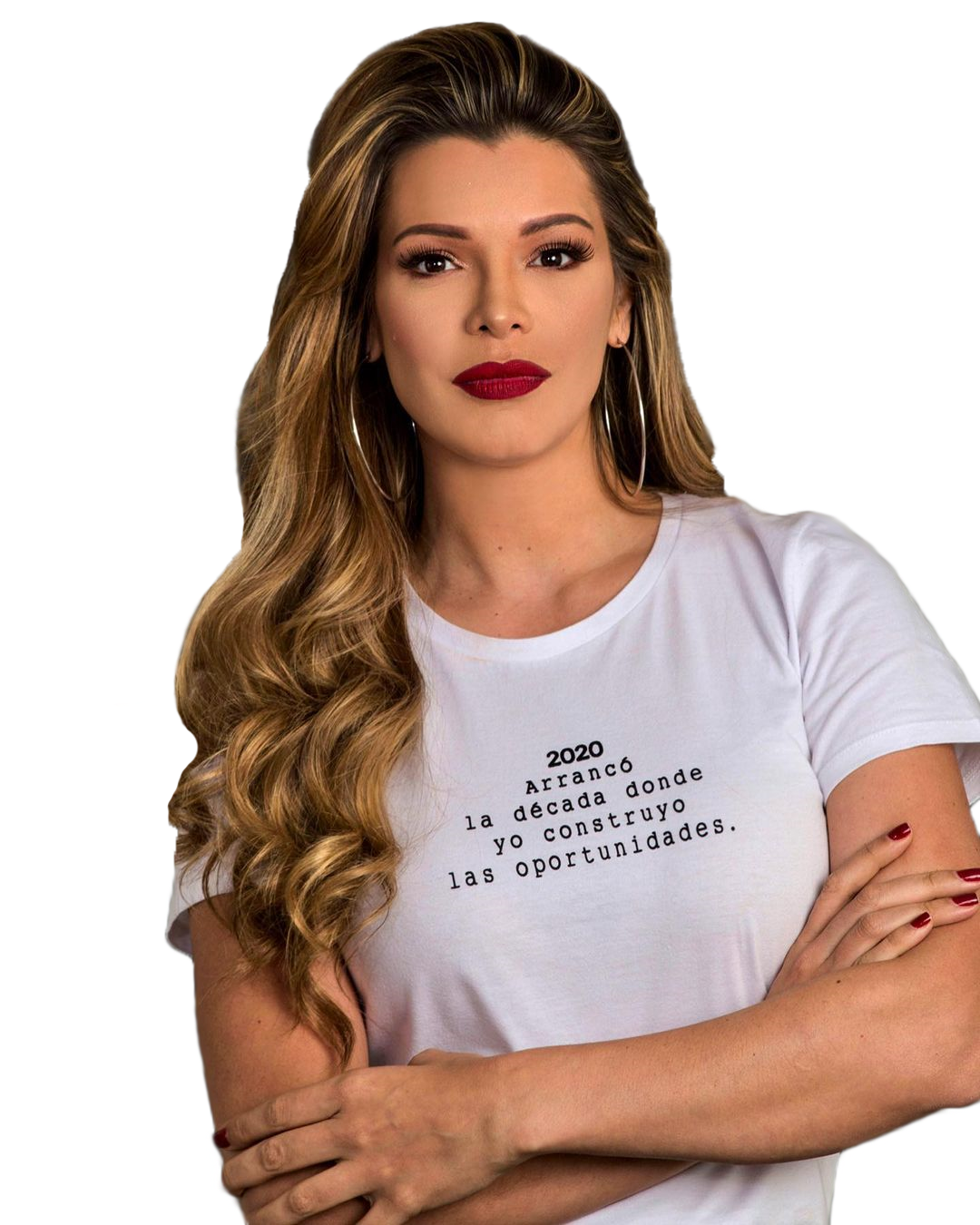
Mariángel Ruiz

Mariángel Ruiz Torrealba (sinh ngày 7 tháng 1 năm 1980 tại San Juan de los Morros, Guárico) là một nữ diễn viên người Venezuela, Người dẫn chương trình truyền hình, người mẫu thời trang và chủ nhân cuộc thi sắc đẹp. Cô lần đầu tiên được giới thiệu là Hoa hậu Aragua trong cuộc thi Hoa hậu Venezuela 2002, cô đã giành chiến thắng trong cuộc thi, cho cô cơ hội tham gia cuộc thi Hoa hậu Hoàn vũ 2003, nơi cô có được danh hiệu Á hậu 1.
Ruiz là một trong những Hoa hậu Venezuela được quảng bá rộng rãi nhất trong những năm gần đây, khi được so sánh với Alicia Machado (Hoa hậu Hoàn vũ 1996). Giống như Alicia, cô đã giành được danh hiệu quốc gia của mình trước mọi dự đoán (trong một cuộc thi mà kết quả gần như không bao giờ gây bất ngờ) và được coi là một "kẻ nổi loạn" Hoa hậu Venezuela. Ngoài ra, giống như Alicia, cô đã có màn trình diễn ngoạn mục tại Hoa hậu Hoàn vũ, so với các chủ sở hữu "thông thường" hơn, và vượt qua một số tỷ lệ cược lớn cả trong và ngoài tầm kiểm soát của Mariángel Ruiz.

## Sự nghiệp Hoa hậu
Ruiz thực sự đã thử hai lần cho danh hiệu Hoa hậu Venezuela, lần đầu tiên vào năm 1998 khi cô thậm chí không lọt vào top 120 ứng cử viên. Năm 2002, cô đã giành chiến thắng trong buổi casting sơ bộ tại Mar Cụm, trở thành Hoa hậu Aragua 2002. Đối với cuộc thi quốc gia, cô không phải là một yêu thích và được dự đoán sẽ lọt vào vòng chung kết là tốt nhất. Yêu thích lớn trong năm của cô là Vanessa Fanesi (Yaracuy), Amara Barroeta (Distrito. Thủ đô), Solsiret Herrera (Monagas) và Driva Cedeño (Nueva Esparta), cũng như Aida Yespica (Amazonas) và Maria Fernanda Leon (Portuguesa), những ứng cử viên duy nhất từng tham gia hai lần trong lịch sử Hoa hậu Venezuela (không bao gồm Hoa hậu Cộng hòa Venezuela Venezuela 2000). Chống lại tất cả các dự đoán, Mariangel đã giành chiến thắng trong cuộc thi, lần đầu tiên được đánh giá hoàn toàn bởi cựu Hoa hậu Venezuela. Chiến thắng của Mariángel Ruiz là hoàn toàn bất ngờ với các thí sinh.